# Siedel Rothorn
Il Siedel Rothorn (3.289 m s.l.m. - detto anche più semplicemente Rothorn, nome tedesco che significa Corno Rosso) è una montagna che fa parte delle Alpi Lepontine, sezione delle Alpi Occidentali, e si trova sul confine tra l'Italia (Piemonte) e la Svizzera (Canton Vallese).

## Descrizione
La montagna dal versante italiano domina la Val Formazza; dal versante svizzero sovrasta il ghiacciaio di Gries sopra l'abitato di Ulrichen. Si può salire sulla vetta partendo dal Rifugio Città di Busto (2.480 m s.l.m.).